# FtsZ

Elements del citoesquelet de >Caulobacter crescentus. A la figura, aquests elements procariòtics es relacionen amb els seus homòlegs eucariotes i s'hipotetiza seva funció cel·lular. Cal tenir en compte que la funció de la parella FtsZ-MreB es va invertir durant l'evolució en esdevenir tubulina-actina.

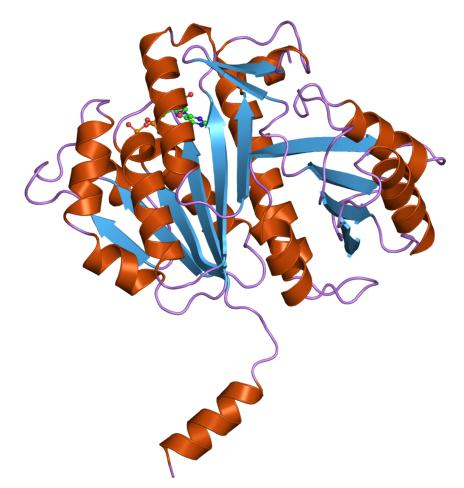
Estructura molecular de la proteïna FtsZ.

FtsZ és una proteïna del citoesquelet dels bacteris que s'acobla en un anell per intervenir durant la divisió cel·lular bacteriana. És l'equivalent procariòtic a la tubulina de les cèl·lules eucariotes. Està codificada pel gen FtsZ i el nom prové de "filamenting temperature-sensitive Mutant Z" fent referència a la hipòtesi que els mutants d'E. coli que no tenen aquest gen creixerien com filaments per la incapacitat de les cèl·lules filles de separar les unes de les altres durant la divisió cel·lular.
El descobriment del citoesquelet bacterià és bastant recent i FtsZ va ser la primera proteïna del citoesquelet procariota a ser identificada. El 1991, Erfei Bi i Joseph Lutkenhaus van demostrar que FtsZ s'acobla formant un anell. Durant la divisió cel·lular, FtsZ és la primera proteïna que es desplaça al lloc de la divisió i és essencial per reunir altres proteïnes que produeixen una nova paret cel·lular entre les cèl·lules que es divideixen. El paper de FtsZ en la divisió cel·lular dels procariotes és anàleg a la d'actina en la divisió de les cèl·lules eucariotes, però a diferència de l'anell d'actina-miosina dels eucariotes, no es coneix cap motor de proteïnes associat amb FtsZ. L'origen de la força citocinètica, per tant es desconeix, encara que es creu que la síntesi localitzada de la nova paret cel·lular produeix almenys una part d'aquesta força.
L'homòleg bacterià a l'actina és, però, MreB. El procés pel qual el paper de FtsZ (proteïna equivalent a la tubulina) i MreB (proteïna equivalent a l'actina) en la divisió cel·lular es va invertir en els eucariotes és un misteri evolutiu, però l'ús de l'anell de FtsZ a la divisió dels cloroplasts i mitocondris estableix la seva ascendència procariota.
Es coneix bastant de les activitats de la dinàmica de polimerització de la tubulina i els microtúbuls, però poc sobre aquestes activitats a FtsZ. Si bé se sap que els protofilaments monocatenaris de tubulina s'organitzen en 13 microtúbuls, es desconeix l'estructura multicatenaria l'anell de FtsZ. D'altra banda, hi ha hagut controvèrsia sobre l'aparent cooperatibitat l'ensamblat del polímer monocatenari de FtsZ, ja que tots els models teòrics establerts per l'acoblament cooperatiu exigeixen polímers muticatenaris. Recentment, Alex Dajkovic i Joe Lutkenhaus han proposat que la cooperativitat en l'acoblament de FtsZ podria aconseguir-se mitjançant múltiples estats dels monòmers FtsZ amb diferents afinitats d'uns amb respectes als altres.
Recentment s'han trobat proteïnes similars a la tubulina i FtsZ a les grans plasmidis presents a les espècies de Bacillus. Es creu que funcionen com a components dels segrosomes, que són complexos multiproteics que particionen els cromosomes en els bacteris. Els homòlegs de tubulina i FtsZ dels plasmidis semblen haver conservat la capacitat de polimeritzar en filaments.